# Erpetogomphus designatus
Erpetogomphus designatus är en trollsländeart som först beskrevs av Hagen in Selys 1858.  Erpetogomphus designatus ingår i släktet Erpetogomphus och familjen flodtrollsländor. Inga underarter finns listade i Catalogue of Life.

## Bildgalleri

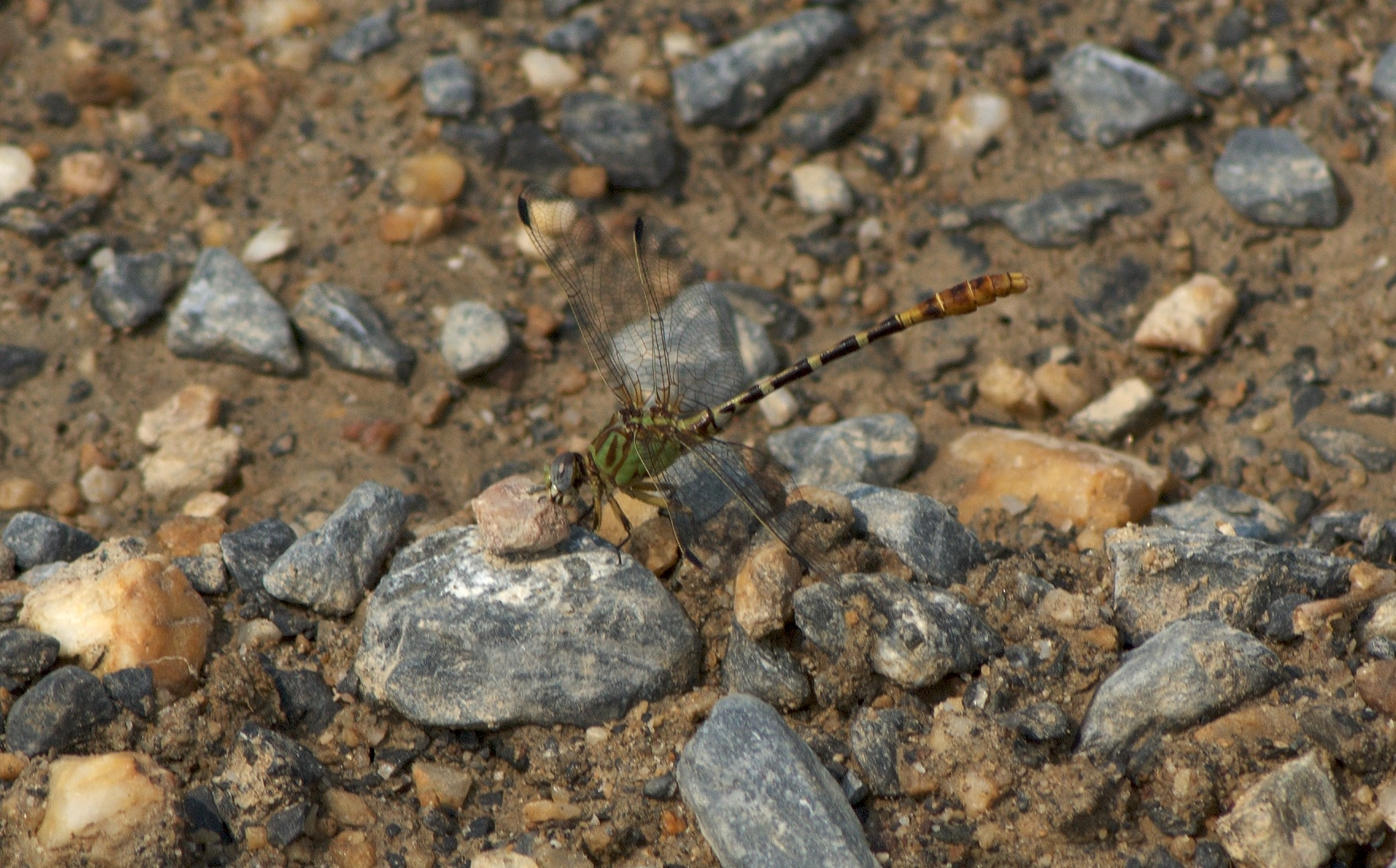